# Les Veilleurs (mouvement)
Ne doit pas être confondu avec Fraternité spirituelle des Veilleurs.
Pour les articles homonymes, voir Les Veilleurs.
Les Veilleurs est un mouvement de manifestations sur la voie publique, « mouvement non formel associé » à La Manif pour tous,, apparu le 16 avril 2013, se réunissant sur des lieux publics pour manifester son opposition à la loi ouvrant le mariage aux personnes de même sexe en France et pour promouvoir une « écologie humaine ». Cette opposition s'est élargie à d'autres questions de société : la gestation pour autrui, l'écologie intégrale et la financiarisation de l'économie.
Le mode opératoire des veilleurs est de manifester en lisant des textes de littérature et de philosophie, en écoutant de la musique et en chantant, assis en groupe, à même le sol. Ce mouvement, qui se veut apolitique et non confessionnel, annonce défendre une « révolution calme des consciences par l'art et la culture ». Qualifié par certains de « réactionnaire », il serait majoritairement composé de catholiques, ou de « catholiques d'identité », selon la majorité des enquêtes médiatiques menées sur le sujet.
En juin 2016, une tentative de participation à Nuit debout se solde par un échec. La dernière veillée relevée dans la presse date du 9 mars 2018.
En mai 2025, suite au projet de loi sur la fin de vie (adopté en première lecture à l’Assemblée nationale le 27 mai 2025), les Veilleurs réactivent leur mouvement à Paris et en province,,.

## Historique

### Apparition en 2013

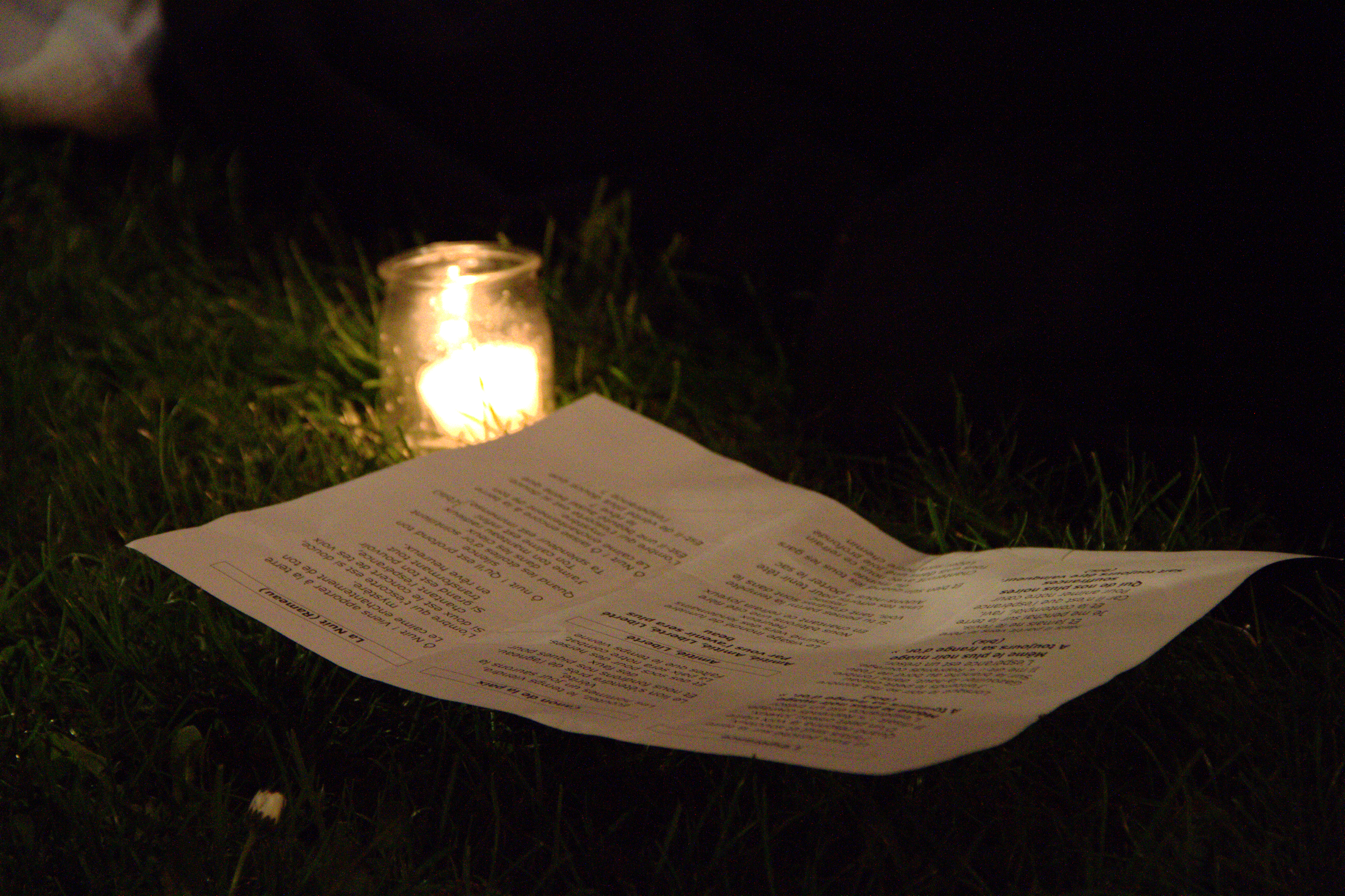
Bougie et feuille de chants, symboles des veilleurs.

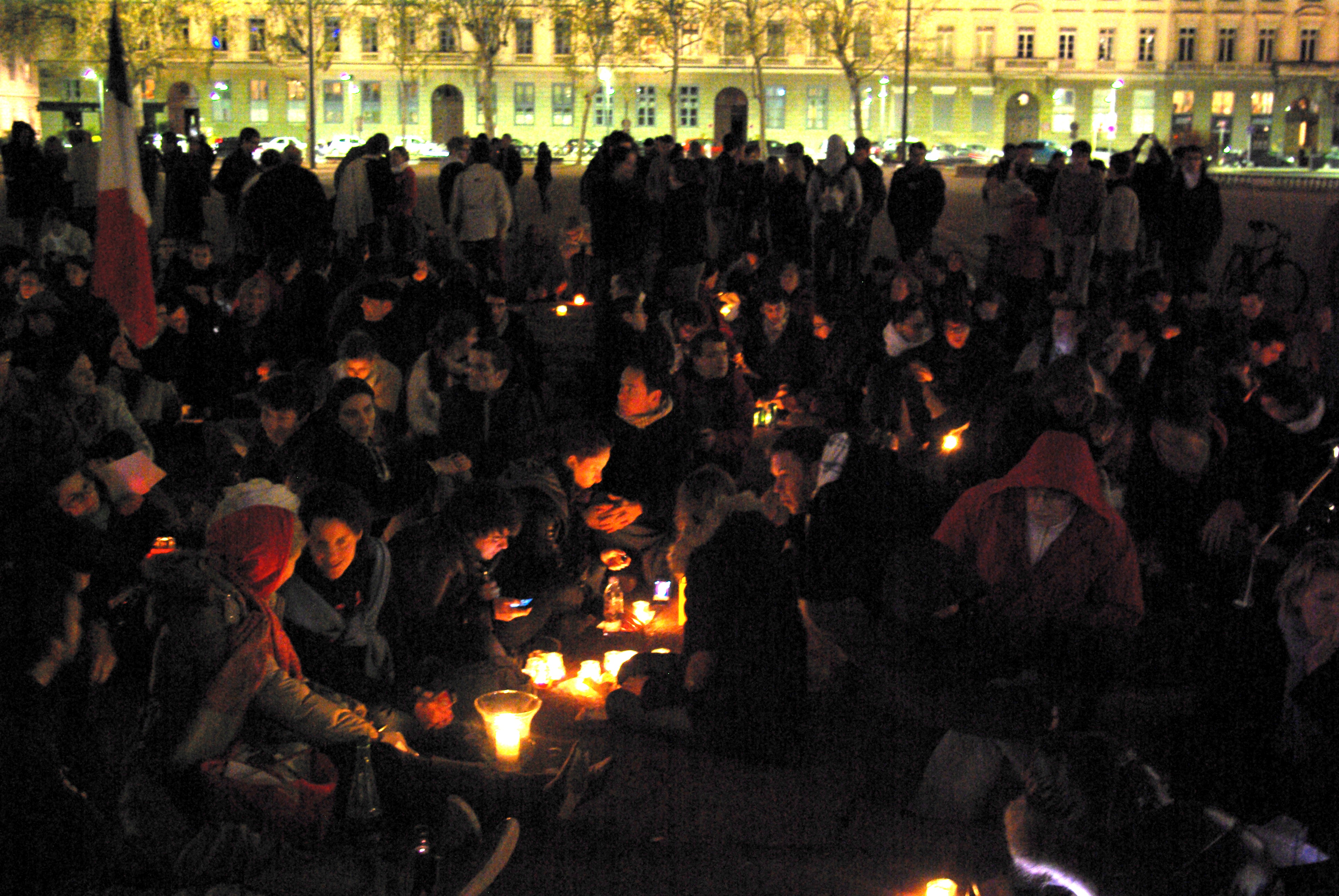
Veilleurs à Lyon le 19 avril 2013.

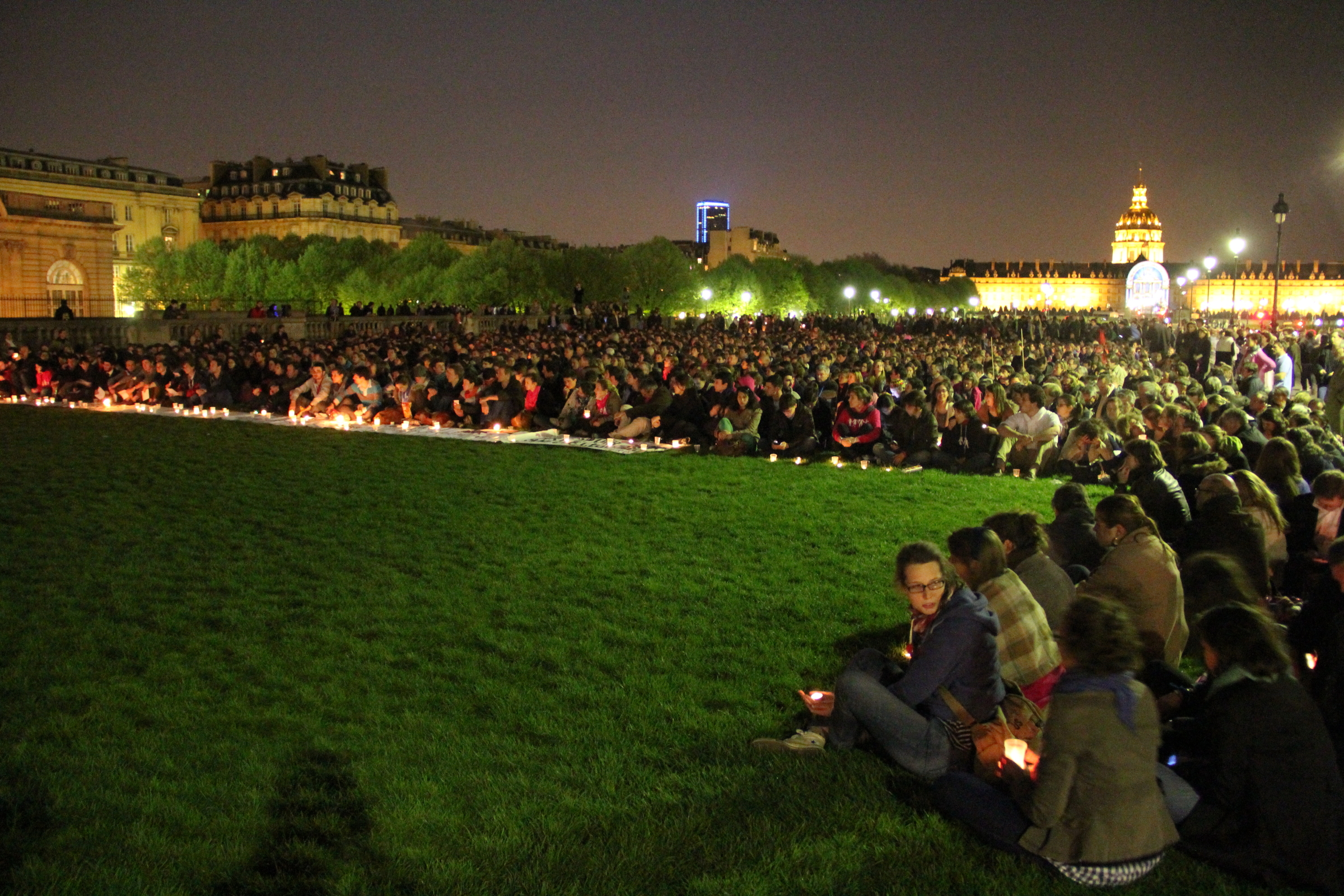
Veilleurs à Paris aux Invalides le 23 avril 2013.

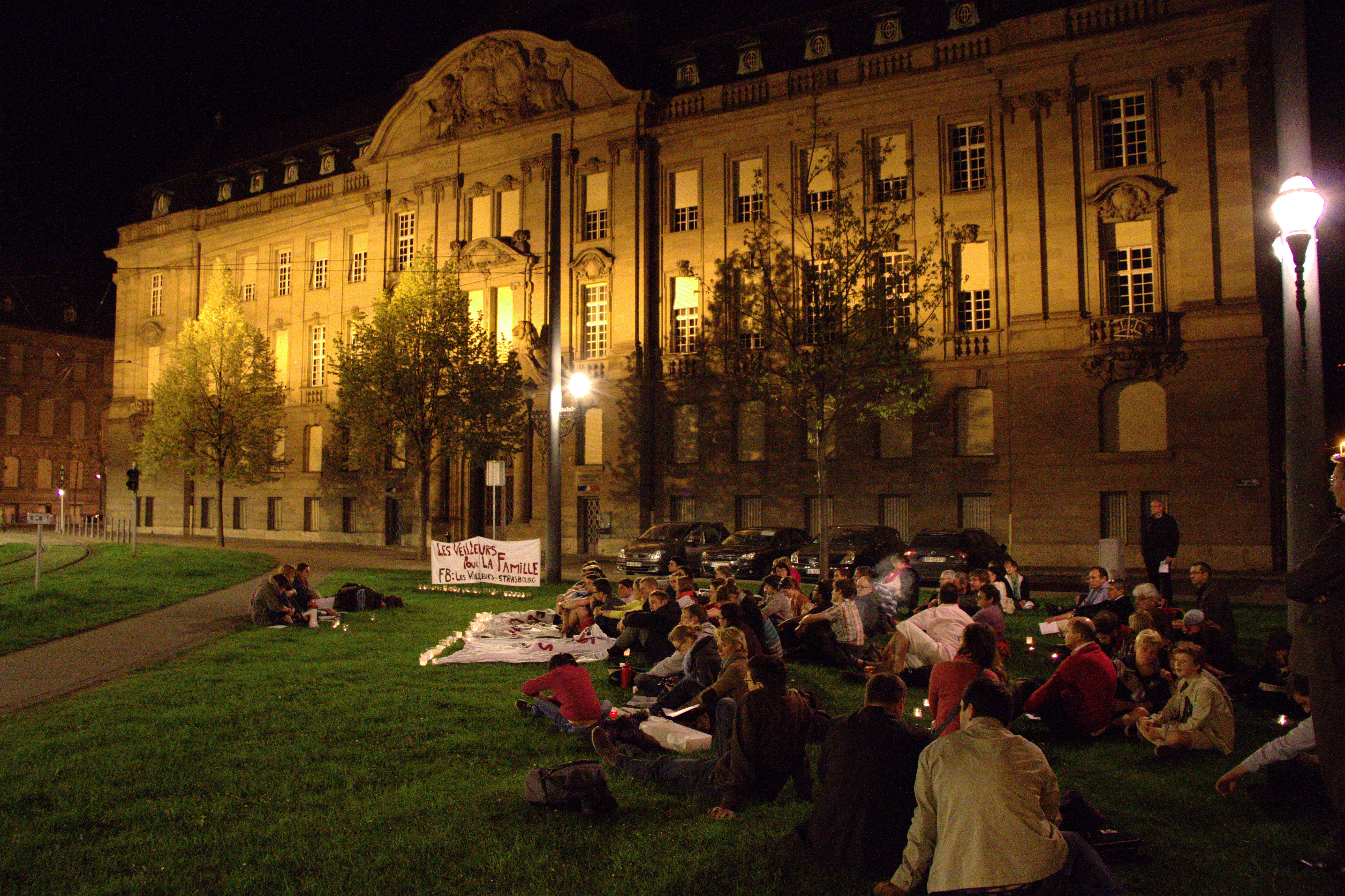
Veilleurs à Strasbourg le 25 avril 2013.

Après de nombreuses manifestations, soixante-sept personnes manifestant leur soutien aux députés de l’opposition sont placées en garde à vue le 14 avril 2013. Cette garde à vue de jeunes est à l'origine de la recherche de leur part d'« un autre moyen de [se] faire entendre ». Certains tentent alors de trouver une nouvelle façon de s'opposer au projet de loi sur l'ouverture du mariage aux homosexuels.
À la suite du rassemblement de La Manif pour tous le dimanche 16 avril 2013, assis sur les pelouses de l’Esplanade des Invalides, un groupe de 150 jeunes brave l’ordre de dispersion et entonne des chants, l'un d'entre eux brandit même un portrait de Gandhi.
Le mouvement s'est répandu en France (plus de 110 villes françaises à la fin du mois de mai 2013) et à l'étranger (Jérusalem, Italie). Selon les organisateurs, 5 000 personnes ont participé à 50 rassemblements pour le mois d'avril 2013. Certains de ces rassemblements ont fait l'objet de contre-manifestations,.

### Actions postérieures à l'adoption de la loi sur le mariage pour tous
Le mouvement des Veilleurs souhaite s'inscrire dans la durée, prévoyant des rassemblements jusqu'en 2017 selon l'un de ses participants. Au fur et à mesure que le mouvement prend de l'ampleur[réf. nécessaire], il élargit son caractère protestataire initial centré sur la filiation et devient un lieu de réflexion plus globale sur une nouvelle pensée politique ou sociale.
Ce mouvement se prolonge par divers modes d'action. À l'été 2013, une « marche des Veilleurs », partie de Rochefort et de Nantes, arrive à Paris le 31 août et rassemble une vingtaine de personnes, dont trois sur tout le trajet. Tandis qu'à l'arrivée était prévue d'une manifestation entre la Défense et la Concorde, la préfecture de police l'interdit néanmoins, pour raisons de sécurité. Entre plusieurs centaines et plusieurs milliers de personnes (selon les organisateurs) se réunissent tout de même sans incident pour une veillée place de la Concorde,.
Le 8 juin 2016, un groupe de Veilleurs, se rend place de la République à Paris pour tenter un rapprochement avec Nuit debout. Ils sont cependant invectivés, brutalisés et éconduits. S'étant ensuite rassemblés quai de Valmy à proximité de la place, ils sont agressés par des personnes se réclamant de Nuit debout ; au moins cinq veilleurs sont blessés, dont au moins deux sont hospitalisés,,,,.
Les veilleurs s'associent au collectif Marchons Enfants constitué pour fédérer les associations en opposition au projet de loi de Bioéthique en discussion entre 2019/2020 comportant (entre autres) l'ouverture de la procréation médicalement assistée aux femmes seules ou en couples.

## Soutiens et participants
Dès les premiers mois, les Veilleurs accueillent des députés de l'opposition de droite comme Hervé Mariton ou Marc Le Fur, qui jugent « totalement disproportionné » le déploiement de force policière autour des Invalides et de la majorité socialiste comme Jérôme Lambert.
Lors d'une veillée à Versailles figurait Christine Boutin.
Frigide Barjot, l'une des porte-paroles de La Manif pour tous, intervint aussi à plusieurs veillées en 2013.
Lors d'un rassemblement à Versailles à l'occasion du 2e anniversaire du mouvement en 2015, la députée Marion Maréchal-Le Pen était l'invitée des Veilleurs et fit une intervention devant 300 personnes.
Le 3 mai 2016, le député Jean-Frédéric Poisson, président du Parti chrétien-démocrate, intervient lors d'un rassemblement devant la Sorbonne, sur le thème de l'État.

## Inspiration

### Résistance pacifique
Les Veilleurs refusent toute violence, se réclamant de l'enseignement de Gandhi pour son modèle de résistance non violente ou encore de Martin Luther King, bien que certains médias aient évoqué des accrochages.
Ce mouvement se revendique non confessionnel, bien que beaucoup des premiers participants seraient catholiques. Lors de ces soirées sont lus des textes de grands auteurs, de littérature (par exemple Antigone), des discours politiques ou encore des témoignages de personnes.
Au-delà de l'opposition au mariage pour tous et à l'adoption par des couples homosexuels, le mouvement semble s'élargir à l'ensemble des thématiques liées à la famille et au développement de l'enfant à l'opposé des valeurs défendues par mai 68, selon certains participants.

### Forme d'expression démocratique nouvelle
Les formes des rassemblements des Veilleurs sont une occupation de l'espace public, soit par des sit-in, appelées « Veillées », où les participants déclament des textes de grands auteurs en faveur de la non-violence, des discours. Cette forme-là de protestation démocratique rapproche le mouvement des Veilleurs aux manifestations d'Occupy movement, soit par une immobilisation debout et espacée, en rangées ou non, face aux palais de justice (les « Veilleurs debout » qui se sont renommés "Sentinelles"). La forme d'expression du mouvement Nuit debout apparu en avril 2016 peut-être rapprochée de celle des Veilleurs,, bien que leurs revendications et leur mode d'action diffèrent.
L'« hymne » des Veilleurs est un chant scout, L'Espérance,.

### Analyse
Ce sont « groupes qui s'engagent dans une protestation “désobéissante”, […] les veillées mettent en scène dans l'espace public une maîtrise de soi [et] une capacité à anticiper les interactions violentes. […] Ces veillées exposent une identité religieuse pacifiée, laïque […] qui s'exprime par une attitude d'introspection (lectures, musique, chants doux) » selon Graeme Hayes (directeur de la revue Social Movement Studies) et Sylvie Ollitrault.
Ce mouvement a pris une forme de désobéissance civile lors de son apparition en France dans le contexte de l'opposition au mariage homosexuel. « Ce sont des jeunes qui sont persuadés que par la non-violence on peut en faire beaucoup plus, et qui avec beaucoup de courage veulent dire aux politiques ne faites pas cela » explique Xavier Lemoine du Parti chrétien-démocrate.
« Les Veilleurs qui se réunissent chaque soir presque partout en France dans le calme et la paix ne sont pas des délinquants » selon Jean-Pierre Denis, éditorialiste de l'hebdomadaire chrétien français La Vie.

## Mouvements issus des Veilleurs
Le mouvement des Veilleurs s'est très vite ramifié en d'autres formes du mouvement : les Mères veilleuses (commencé le 21 avril 2013), puis des Veilleurs debout (ensuite appelés Les Sentinelles, mouvement spontané né le 24 juin 2013 sur la place Vendôme), où ils dénoncent, debout et immobiles, la loi sur le mariage homosexuel et la répression à l'égard des opposants symbolisée par Nicolas Bernard-Buss.

### Mères veilleuses
Les mères veilleuses sont un groupe créé en avril 2013. Leur action est principalement dirigée contre l'ouverture de la procréation médicalement assistée (PMA) aux couples homosexuels en « veill[ant] sur la filiation et faire en sorte que jamais nos filles et nos nièces ne louent un jour leur ventre ».
Leur mode opératoire se caractérise par une chaîne de sit-in sur le Champ-de-Mars, à Paris, par groupe d'une dizaine de mères de familles portant comme signe distinctif un ruban blanc en écharpe.
Le 9 décembre 2013, dans le cadre d'une manifestation pacifique et autorisée, 80 mères de famille sont victimes d'un usage « disproportionné » de la force policière, condamné le 25 novembre 2015 par le Défenseur des droits,.

### Sentinelles
Les Sentinelles forment un mouvement né de la Manif pour tous. Ils se sont appelés initialement Veilleurs debout.
Leur mode opératoire se caractérise par une longue station debout et silencieuse face à un bâtiment public. Leur méthode s'est inspirée de la protestation du chorégraphe turc Erdem Gunduz. Ce mouvement est né à la suite de l'incarcération d'un jeune veilleur et manifestant de la Manif pour Tous, mais une fois celui-ci libéré, les Sentinelles ont poursuivi leur action. À Paris, le lieu principal de veille est place Vendôme face au ministère de la justice. Ce mode d'action s'est répandu en région.
Les réactions policières ont été parfois de disperser et d'évacuer par la force les Sentinelles. Alliance, syndicat de police de droite, a dénoncé en 2013 la mobilisation jugée excessive d'équipes de CRS face à « une poignée d'individus » selon Le Figaro.
Les Sentinelles s'associent au collectif Marchons Enfants constitué pour fédérer les associations en opposition au projet de loi de Bioéthique en discussion entre 2019/2020 comportant (entre autres) l'ouverture de la procréation médicalement assistée aux femmes seules ou en couples.

### Sentinelle in piedi
Les Sentinelle in piedi est un mouvement inspiré des Sentinelles et se réunissant en Italie contre le projet d'union civile, devenu loi en juin 2016, et le projet de loi Scalfarotto,.

## Impact
Trois semaines après leur première veillée à Paris, les Veilleurs recensent plus d'une centaine de rassemblements analogues de Veilleurs en France et à l'étranger. Les différents rassemblements se constituent sur les réseaux sociaux.
Ce mouvement se qualifie de « pacifiste » et « déterminé », prévoyant des rassemblements jusqu'en 2017 selon l'un de ses participants. En Italie, s'est créé l'équivalent des Veilleurs debout, les Sentinelle in Piedi.
Plusieurs initiatives ont été lancées par des personnes issues des Veilleurs, dont le courant « Sens commun », à l'intérieur de l'UMP et la revue Limite.  Le 8 juin 2016 à Paris, les membres des Veilleurs qui voulaient participer place de la République au mouvement Nuit debout sont pris à partie et chassés par les occupants de la place,.

## Analyse
Pour les sociologues Étienne Grésillon et Bertrand Sajaloli, les Veilleurs et en particulier l'entourage de Gaultier Bès « pourfendent dans un même élan les OGM et les pilules contraceptives qui selon eux "bouleversent, non sans impact sur la santé humaine, les rythmes et les lois de la nature". [...] Cette écologie intégrale moralisatrice et traditionaliste ressurgit ainsi à la faveur des discours contre le mariage homosexuel. Mais, instrumentalisant l'écologie, notamment dans son champ défense de la vie, récupérant et mettant au service de valeurs très conservatrices la réflexion engagée au sein du catholicisme sur les rapports homme-nature, ce mouvement est loin d'être partagé par tous les catholiques ». Selon ces auteurs, « La notion d'écologie humaine [...] en plaçant la question morale du respect de la vie humaine au centre du débat détourne le croyant de la nature et des enjeux environnementaux ».

## Personnalités issues ou ayant participé au mouvement
- Madeleine de Jessey, cofondatrice
- Gaultier Bès, cofondateur
- Axel Rokvam, fondateur
- Eugénie Bastié, participante
- Marion Maréchal-Le Pen, participante